# Pape Mbaye
Pape Modou Mbaye es un jugador internacional de baloncesto, que juega en la posición de Alero. Nació el 23 de enero de 1994 en Guédiawaye, Senegal, y formó parte de la cantera del Real Madrid de Baloncesto.

## Características como jugador
Jugador de gran envergadura, con un magnífico talento y potencia física. Todo ello lo acompaña de buenas dotes para la penetración y el tiro, sobre todo exterior. Es un trabajador incansable,  rápido y con gran capacidad de sacrificio.
Siempre antepone el equipo a sus intereses, pero su mayor virtud es no dar nada por perdido e intentar mejorar a diario, algo que consigue gracias a su trabajo y esfuerzo. El gran alero Paul Pierce es el jugador referencia para el senegalés.

## Trayectoria deportiva
Pape Mbaye llega a España en 2008 para jugar en el Unelco Tenerife. En abril de 2009, con tan sólo 15 años, es nombrado mejor jugador joven en el prestigioso Torneo Sub-19 de Lissone (Italia). Ese mismo año brilla con grandes actuaciones en el Torneo Sub-16 de La Orotava (Tenerife), destacando sus 35 puntos ante el Real Madrid o 31 ante el Zalgiris Kaunas, lo que despierta el interés de varios equipos en hacerse con sus servicios.
Mbaye es fichado en el verano de 2010 por el Real Madrid de Baloncesto. En la temporada 2012/13, que inicia con tan sólo 18 años, se muestra como un jugador importante en el Real Madrid "B", a las órdenes de Alberto Angulo.  
En la temporada 2013/14 juega en el Alcázar Basket, con el que promedió 11 puntos y 8 rebotes en la Liga EBA.
En febrero de 2015 continúa su progresión y ficha por el Palencia Baloncesto de LEB Oro, logrando el título de Copa del Príncipe y entrando en PlayOff para ascenso a ACB.
En 2016 aporta con su juego al Club PeixeGalego LEB Plata, consiguiendo ese mismo año ascenso a LEB Oro.
Tras varios años jugando en Bélgica y España, en 2021 ficha por el club senegalés AS Douanes, para disputar la temporada inaugural de la Basketball Africa League.

### Equipos
- 2008/10  Cadete. Unelco Tenerife
- 2010/12  Junior. Real Madrid Junior
- 2012/13  EBA. Real Madrid "B"
- 2013/14  EBA. Alcázar Basket
- 2014/15  LEB. Palencia Baloncesto
- 2015/16  LEB. Club Baloncesto Peixefresco Marín
- 2016/17  Liga Belga. CEP Fleurus
- 2017/19  LEB. Club Basquet Tarragona
- 2019/21  Liga Belga. SKT Ieper
- 2021  Basketball Africa League. AS Douanes

### Selección nacional
Ha sido Internacional Sub-16, Sub-19 y Absoluto con Senegal. 
En el verano de 2013 es convocado por el seleccionador senegalés para participar con la Selección Sub-19 de Senegal en el Campeonato del Mundo de Baloncesto Praga 2013, logrando una media de 6 puntos y 4,2 rebotes por partido.
En marzo de 2017 es seleccionado para participar con la Selección absoluta de Senegal en la fase de clasificación para el Afrobasket 2017. Pape Mbaye disputó 3 encuentros, y Senegal obtuvo la clasificación para el Torneo.
En julio de 2017 es convocado por su selección nacional Senegal para representar a su país en el AfroBasket que tuvo lugar en septiembre de 2017.

### Hightlight
https://www.youtube.com/watch?v=IcDWzDSHHxc
https://www.youtube.com/watch?v=2DSc83WztAM
https://www.youtube.com/watch?v=GfsQqWtOb5Y
https://www.youtube.com/watch?v=1gmgfPsr0TU
https://www.youtube.com/watch?v=94fVXOiwcIY